# Distrito Escolar Unificado de Tracy
El Distrito Escolar Unificado de Tracy (Tracy Unified School District, TUSD) es un distrito escolar de California. Tiene su sede en Tracy. El consejo escolar tiene un presidente, un vicepresidente, un secretario y cuatro miembros. Gestiona 7 escuelas primarias (K-5), 2 escuelas medias (6-8), 4 escuelas K-8, 4 escuelas preparatorias 9-12, una escuela preparatoria 11-12, una escuela 7-12 y una "continuation high school."